# Presúria de Fernão Peres Cativo
A Presúria de Fernão Peres Cativo foi um episódio da Reconquista no tempo do condado Portucalense, quando governava D. Afonso Henriques.
Fernão Peres Cativo, patriarca da família de Soverosa e alferes-mor de D. Afonso Henriques, era filho de Elvira Nunes de Celanova (irmã do célebre conde Gomes Nunes de Pombeiro) e de Pêro Pais Escacha, este último filho de Paio Guterres.
Após a fundação do castelo de Leiria, em 1135, procurou D. Afonso Henriques reforçar também a defesa de Coimbra, mandando ocupar, povoar e fortificar as terras ermas em redor desta última cidade. Recaiu a tarefa sobre o seu alferes-mor Fernão Peres Cativo, que em entre 1136 e 1139 presurou, ou seja tomou posse e povoou as terras de Ladeia, entre Penela e Soure.